# Residència geriàtrica

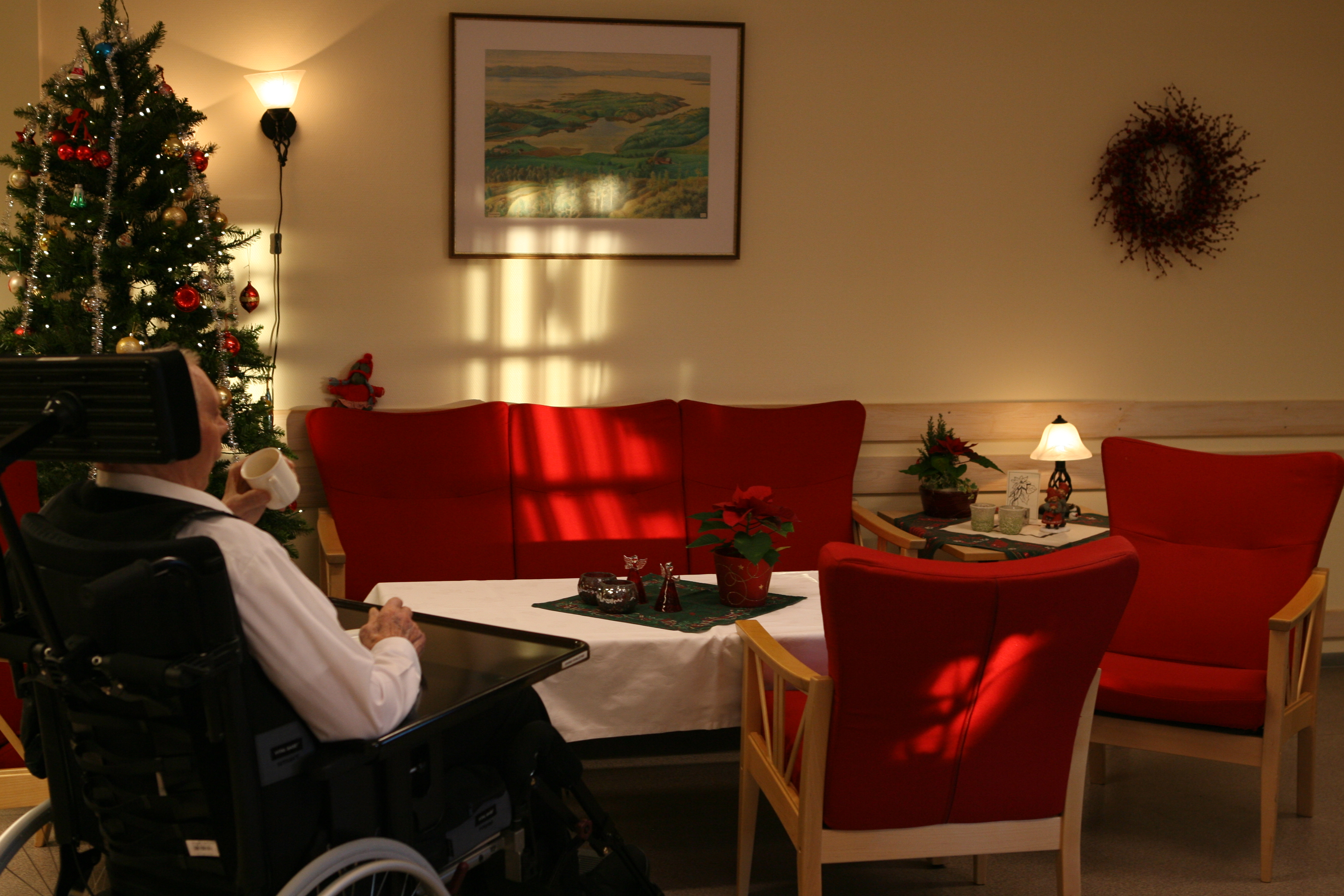
Nadal en una residència geriàtrica situada a Noruega.

Una residència geriàtrica, residència de gent gran o residència d'ancians és una institució (a vegades administrada com centre gerontològic), també anomenada simplement geriàtric, en què viuen temporalment o permanentment persones grans en la majoria dels casos amb determinat grau de dependència. A les residències s'hi ofereixen serveis de desenvolupament personal i atenció sociosanitària. En els casos en què s'inclouen serveis gerontològics, es tracta d'un equip de professionals adequats amb formació gerontològica específica, amb formació en diferents especialitats.

## Recursos humans
En una residència de gent gran al personal habitual inclou:
- Director / gerent .
- Metge especialitzat en geriatria.
- Gerontòleg.
- Gerocultor / Cuidador.
- Psicòleg amb coneixements i experiència en vellesa i envelliment / pacients geriàtrics .
- Treballador social.
- Infermer amb coneixements en geriatria.
- Auxiliars d'infermeria.
- Terapeuta en fisioteràpia.
- Terapeuta ocupacional.
- Animador sociocultural.
- Educador Social.
- Administratius.
- Cuiners.
- Ajudants de cuina.
- Personal de neteja.
- Personal de bugaderia.
- Personal de manteniment.
- Conductor.
- Jardiner.
- Porter o recepcionista.

Cada membre del personal ha de tenir un perfil adequat a la funció que té assignada, així com un pla de formació contínua per assegurar la idoneïtat en la realització de les seves funcions al llarg de la seva vida laboral. La necessitat d'aquest pla de formació contínua es troba reflectida en la Llei de dependència espanyola.
La mida de la plantilla de professionals de la residència ha de ser adequada per al nombre de places que ofereix la residència.

## Serveis oferts
La varietat, i la intensitat en la prestació de serveis pot ser molt variable. Normalment, hi ha uns serveis mínims regulats per llei que solen incloure la manutenció, estimulació de capacitats funcionals, dinamització sociocultural, atenció sanitària, ajuda a la integració social i teràpia ocupacional. A més de l'anterior, se solen oferir també un servei mèdic, infermeria, atenció psicològica bugaderia, acollida i convivència, suport familiar, transport i administració de fàrmacs. És molt important de cara a triar un centre de gent gran assegurar-se que el personal està qualificat i preparat per a tractar i cuidar residents amb qualsevol tipus de demència. De cara a una digna estada a les residències, és fonamental que siguin -o tinguin previst ser- centres acreditats com "Centres lliures de subjeccions", i així s'evita que el resident amb deteriorament cognitiu pugui ser lligat de mans o subjectat per contenir-i tranquil·litzar-; en aquesta línia, evitar l'ús de fàrmacs que busquen aquest resultat també és una cosa a tenir en compte a l'hora de triar un centre d'aquest tipus.
Actualment, en algunes comunitats autònomes es fan càrrec d'un percentatge de la quantia mensual de cada resident en funció d'una sèrie de requisits.

## Perfil del resident
La diversitat d'usuaris d'aquest tipus de centres és àmplia, i hi ha diferents classificacions. Una possible classificació en què es diferencia el perfil de la persona resident, la durada de la seva estada al centre, i les cures que requereix el personal especialitzat
| Perfils                                                                                                | Durada estada     | Cures |
| --- | ----------------- | --- |
| Convalescents d'una operació o d'una malaltia.                                                         | curta             | Compliment terapèutic del tractament, vigilància, ajuda a AVD si calgués.                                                                                    |
| Rehabilitació (fractures, crisi de processos patològics)                                               | generalment curta | Compliment terapèutic i programes de rehabilitació que correspongui en cada cas.                                                                             |
| Terminals i estats vegetatius                                                                          | incerta           | Cures pal·liatives amb atenció sanitària i programes d'intervenció psicosocial                                                                               |
| Ingressos per respir familiar                                                                          | curta             | Segons grau de dependència. Ajuda en AVD. |
| Persones dependents per patologia crònica (amb preservació de facultats mentals)                       | llarga            | Ajuda en AVD. Tractaments de conservació i rehabilitació funcional. Programes psicosocials.                                                                  |
| Persones amb deteriorament cognitiu sense greus pèrdues de capacitat funcional                         | llarga            | Vigilància i ajuda en AVD. Programes terapèutics d'intervenció psicosocial i sanitaris per a conservació i rehabilitació de capacitats funcionals i mentals. |
| Persones amb demència i dependència important en AVD.                                                  | llarga            | Vigilància i ajuda en AVD. Tractaments de conservació de capacitats funcionals i mentals.                                                                    |
| Persones amb dependència lleu, però amb problema social important (sense família, sense recursos, ...) | indefinida        | Supervisió. Programes d'integració social. |

## Motius d'ingrés
Els motius més comuns pels quals els majors van a viure a una residència:
- per necessitat de companyia
- motius de salut (deteriorament de salut, disminució d'autonomia personal)
- per no poder valer-se per si mateix/a
- ingrés en casos d'Alzheimer[3] (no sempre necessari)[5]
- per a evitar molestar la família

A l'hora d'ingressar a la residència, té més importància evitar la solitud per a les persones de més edat (85 anys i més). La salut, però, és més important entre les dones, sobretot les menors de 85 anys, mentre que els motius familiars cobren importància a major edat del resident. Entre les persones que estan a la residència només temporalment, els motius familiars, especialment els de salut, adquireixen més importància.